# God's Not Dead 2
God's Not Dead 2 è un film del 2016, diretto da Harold Cronk, sequel di God's Not Dead.
Il film è ambientato in un'aula di tribunale e vede contrapporsi un giovane avvocato (Jesse Metcalfe) che difende un'insegnante di liceo (Melissa Joan Hart) dall'accusa di proselitismo e un prestigioso avvocato dell'accusa, interpretato da Ray Wise.
Come nel primo film, la colonna sonora è firmata dai Newsboys.

## Sequel
Il 30 marzo 2018 è uscito God's Not Dead: A Light in Darkness regia di Michael Mason.